# Рєзник Анатолій Миколайович
Рєзник Анатолій Миколайович (нар. 18 серпня 1959, Остер, Чернігівська область, Україна) — білоруський історик.

## Біографія
Закінчив БДУ (1982). З 1983 року працює в Інституті історії НАН Білорусі. Кандидат історичних наук (1988). Напрями досліджень: історія Білоруської Народної Республіки (проблеми державності та ідеології), білорусько-німецькі відносини ХХ ст.